# 諸葛直
諸葛 直（しょかつ ちょく、? - 231年）は、中国三国時代の呉の将軍。

## 生涯
黄龍2年（230年）春、孫権の命により、諸葛直と衛温に武装兵1万を率いて夷洲・亶洲へ向かわせ、未知の地域の調査と現地人との交誼を行う事が計画された。陸遜と全琮が反対したが、孫権の命により計画は実行に移された。
約1年後、諸葛直と衛温は帰国したが、亶洲へは遠すぎたため到達できず、兵の八割から九割を疫病で失っていた（『呉主伝』）。成果は夷洲の現地民を数千人連れ帰っただけであった。諸葛直と衛温は、詔に背いて目的が果たせなかったとして、二人とも獄に繋がれ、誅殺された。